# Can Calls
|  | Per a altres significats, vegeu «masia Can Calls». |

Can Calls és un edifici aïllat del nucli urbà d'Hostalric (Selva), concretament a la Plaça dels Bous. L'edifici es construí cap a l'any 1930, sobre les restes d'una casa possiblement del segle xviii. De planta rectangular, té dos pisos superiors i està coronat per un terrat i un teulat a tres vessants. Façana amb un fals encoixinat pintat de color ocre i amb esgrafiats vegetals en un to rosat. A la planta baixa hi ha dues portes, una d'elles que dona accés a un celler, i dues finestres enreixades. Totes les obertures en arc pla. Una cornisa contínua divideix la façana en dos pisos, amb quatre obertures en arc carpanell molt rebaixat i amb balcó amb barana de ferro forjat. La façana acaba coronada per una cornisa sobresortida, una balustrada de pedra i un frontó semicircular on abans hi havia escrit el nom d'"Estevenet".